# Basia Temkin-Bermanowa
Basia Temkin-Bermanowa, ps. „Barbara Biernacka” (ur. 21 sierpnia 1907 w Warszawie, zm. 30 kwietnia 1952 w Petach Tikwa) – polska bibliotekarka, działaczka w żydowskim ruchu oporu podczas II wojny światowej. Autorka Dziennika z podziemia.

## Życiorys
Urodziła się 21 sierpnia 1907 roku w Warszawie, w średniozamożnej rodzinie żydowskiej. Jej ojciec był talmudystą. W młodości udzielała się w Ha-Szomer Ha-Cair, jednak opuściła organizację ze względu na swój negatywny stosunek do jidysz. W latach 1926–1930 studiowała na wydziale nauk społecznych Wolnej Wszechnicy Polskiej w Warszawie, gdzie wybrała specjalizację bibliotekarstwo, oraz pedagogikę na Uniwersytecie Warszawskim. Po studiach pracowała w dziale judaistycznym Biblioteki Narodowej, należała do Lewicy Poalej Syjon. W 1936 roku wyszła za mąż za Adolfa Bermana.
W okresie okupacji niemieckiej znalazła się z mężem w getcie warszawskim, gdzie prowadziła bibliotekę dla dzieci w ramach stowarzyszenia CENTOS. W marcu 1942 roku zaangażowała się w założenie Bloku Antyfaszystowskiego. We wrześniu 1942 roku Bermanom udało się wydostać na stronę „aryjską”, gdzie Temkin-Bermanowa zaczęła posługiwać się imieniem Barbara Biernacka. Działała w konspiracji, w Żydowskim Komitecie Narodowym – gdzie z mężem była na czele jednego z trzech „skrzydeł” – i w Radzie Pomocy Żydom „Żegota”. W 1944 roku zaczęła prowadzić dziennik, w którym ostatniego wpisu dokonała 14 stycznia 1945 roku. Na jego kartach opisała działania żydowskiej samopomocy poza gettem, opisała także spotkanie z członkami Żydowskiej Organizacji Bojowej. Dzięki jej notatkom zachował się m.in. opis działań punktu kontaktowego w biurze przy ul. Miodowej 11, gdzie pracowała Janina Buchholtz-Bukolska. W biurze Temkin-Bermanowa widywała najbliższych współpracowników: Klimę Fuswerk-Krymek, Helenę Merenholc, Belę Elster, Józefa Zysmana, Zosię Rodziewicz, Marię Grzegorzewską, Irenę Sawicką, Irenę Kurowską, Felicję Felhorską, Irenę Solską i innych. Temkin-Bermanowa poznała także Buchholtz z Rachelą Auerbach. Wraz z mężem pomagała wydostawać się z getta, wypisywała i dostarczała fałszywe dokumenty uciekinierom, takie jak metryki, kenkarty, legitymacje czy karty pracy, przekazywała także środki na życie. Działała również na rzecz archiwum Ringelbluma, lecz część zebranych przez nią dokumentów spłonęła podczas powstania warszawskiego.
Po wojnie Temkin-Bermanowa ponownie pracowała jako bibliotekarka, pełniąc funkcję naczelnego kierownika centralnej żydowskiej biblioteki przy Centralnym Komitecie Żydów Polskich, katalogując i ratując ocalone książki żydowskie. W 1950 Bermanowie wyjechali do Izraela. W nowym kraju Temkin-Bermanowa podupadła na zdrowiu, które próbowała ratować w sanatoriach. Zmarła 30 kwietnia 1952 roku w Petach Tikwa.
Jej dziennik z okresu wojny ukazał się w Polsce w 2000 roku pod tytułem Dziennik z podziemia. W 2022 roku ukazała się publikacja Bohaterki drugiego planu. Bucholtz, Auerbach oraz Berman autorstwa Ewy Małkowskiej-Bieniek, opisująca Temkin-Bermanową.